# Riva di Solto
Riva di Solto é uma comuna italiana da região da Lombardia, província de Bérgamo, com cerca de 833 habitantes. Estende-se por uma área de 8 km², tendo uma densidade populacional de 104 hab/km². Faz fronteira com Fonteno, Marone (BS), Parzanica, Pisogne (BS), Solto Collina.

## Demografia
| Variação demográfica do município entre 1861 e 2011                               |
|                                                                                   |
| Fonte: Istituto Nazionale di Statistica (ISTAT) - Elaboração gráfica da Wikipedia |